# 第33師団 (日本軍)
第33師団（だいさんじゅうさんしだん）は、大日本帝国陸軍の師団の一つ。

## 沿革

### 編成経緯・大陸戦線
日中戦争開戦後、占領地の警備や治安維持を目的として1939年（昭和14年）2月7日に新設された師団の一つ。宮城県仙台市で編成された。通称号の「弓」で知られる。
編成後、ただちに中国戦線に投入、第11軍戦闘序列に編入され湖北省に在って、ほかの治安師団と同様に1939年夏以降に行われたさまざまな治安作戦に参加し、その後1941年（昭和16年）4月に華北に転用され山西省に駐屯した。

### ビルマ攻略戦
太平洋戦争開戦後、第15軍戦闘序列に編入されビルマ攻略戦に参加、1942年（昭和17年）1月にバンコクからビルマに向かう、5月末には第15軍によりビルマのほぼ全域が占領された（第一次アキャブ作戦）。

### インパール作戦
1944年（昭和19年）3月には、師団は第15師団・第31師団とともにインパール作戦に参加した。

## 師団概要

### 歴代師団長
- 甘粕重太郎 中将：1939年（昭和14年）3月9日 - 1941年（昭和16年）1月20日
- 桜井省三 中将：1941年（昭和16年）1月20日 - 1943年（昭和18年）3月11日
- 柳田元三 中将：1943年（昭和18年）3月11日 - 1944年（昭和19年）5月16日
- （心得）田中信男 少将：1944年（昭和19年）5月16日 - 6月27日
- 田中信男 中将：1944年（昭和19年）6月27日 - 終戦

### 参謀長
- 外立岩治 歩兵大佐：1939年（昭和14年）3月9日 - 1939年8月1日[1]
- 小堀金城 砲兵大佐：1939年（昭和14年）8月1日 - 1940年12月2日[2]
- 村田孝生 大佐：1940年（昭和15年）12月2日 - 1943年6月10日[3]
- 田中鉄次郎 大佐：1943年（昭和18年）6月10日 - 1944年9月9日[4]
- 倉橋武雄 大佐：1944年（昭和19年）9月9日 - 終戦[5]

### 最終所属部隊
- 歩兵第213連隊（水戸）：河原右丙大佐
- 歩兵第214連隊（宇都宮）：林正直大佐
- 歩兵第215連隊（高崎）：柄田節大佐
- 山砲兵第33連隊：龍福松中佐
- 工兵第33連隊：八木茂大佐
- 輜重兵第33連隊：松木熊吉中佐
- 第33師団通信隊：宮嶋清市少佐
- 第33師団兵器勤務隊：五十嵐善一郎大尉
- 第33師団衛生隊：久世清蔵中佐
- 第33師団第1野戦病院：阿部順一軍医少佐
- 第33師団第2野戦病院：土井茂軍医少佐
- 第33師団防疫給水部：石橋嘉久蔵軍医大尉
- 第33師団病馬廠：高橋威彦獣医少佐

## インパール作戦時

### 師団幹部
1. 師団長：柳田元三（中将）→田中信男（着任時は少将のため、師団長心得。中将昇進に伴い正式に着任する。）
2. 歩兵団長：山本募（少将）
3. 参謀長：田中鉄次郎（大佐）

### 隷下部隊
1. 歩兵第213連隊（右突進隊）（連隊長：温井親光（大佐））
2. 歩兵第214連隊（中突進隊）（連隊長：作間喬宜（大佐））
3. 歩兵第215連隊（左突進隊）（連隊長：笹原政彦（大佐））
4. 山砲第33連隊（連隊長：福家政男（大佐））
5. 工兵第33連隊（連隊長：八木茂（大佐））
6. 輜重兵第33連隊（連隊長：松木熊吉（中佐））
7. 通信隊
8. 衛生隊
9. 歩兵第151連隊（連隊長：橋本熊五郎（大佐））（原隊：第53師団（安））（配属部隊、以下同）
10. 歩兵第67連隊第1大隊（大隊長：瀬古三郎（大尉））（原隊：第15師団）
11. 歩兵第154連隊第2大隊（大隊長：岩崎勝治（大尉））（原隊：第54師団（兵））
12. 独立速射砲第14大隊（大隊長：川道乙巳（中佐））
13. 戦車第14連隊（上田信夫（大佐）→井瀬清助（大佐））
14. 野砲兵第54連隊第1中隊（中隊長：星子友宏（大尉））
15. 野戦重砲兵第3連隊（連隊長：光井一雄（大佐））
16. 野戦重砲兵第18連隊（連隊長：真山勝（大佐））
17. 独立工兵第4連隊（連隊長：田口音吉（中佐））